# Myospila matogrossensis
Myospila matogrossensis är en tvåvingeart som beskrevs av Márcia Souto Couri och Guilherme A.M.Lopes 1988. Myospila matogrossensis ingår i släktet Myospila och familjen husflugor. Inga underarter finns listade i Catalogue of Life.